# Katharinenkirche, Frankfurt

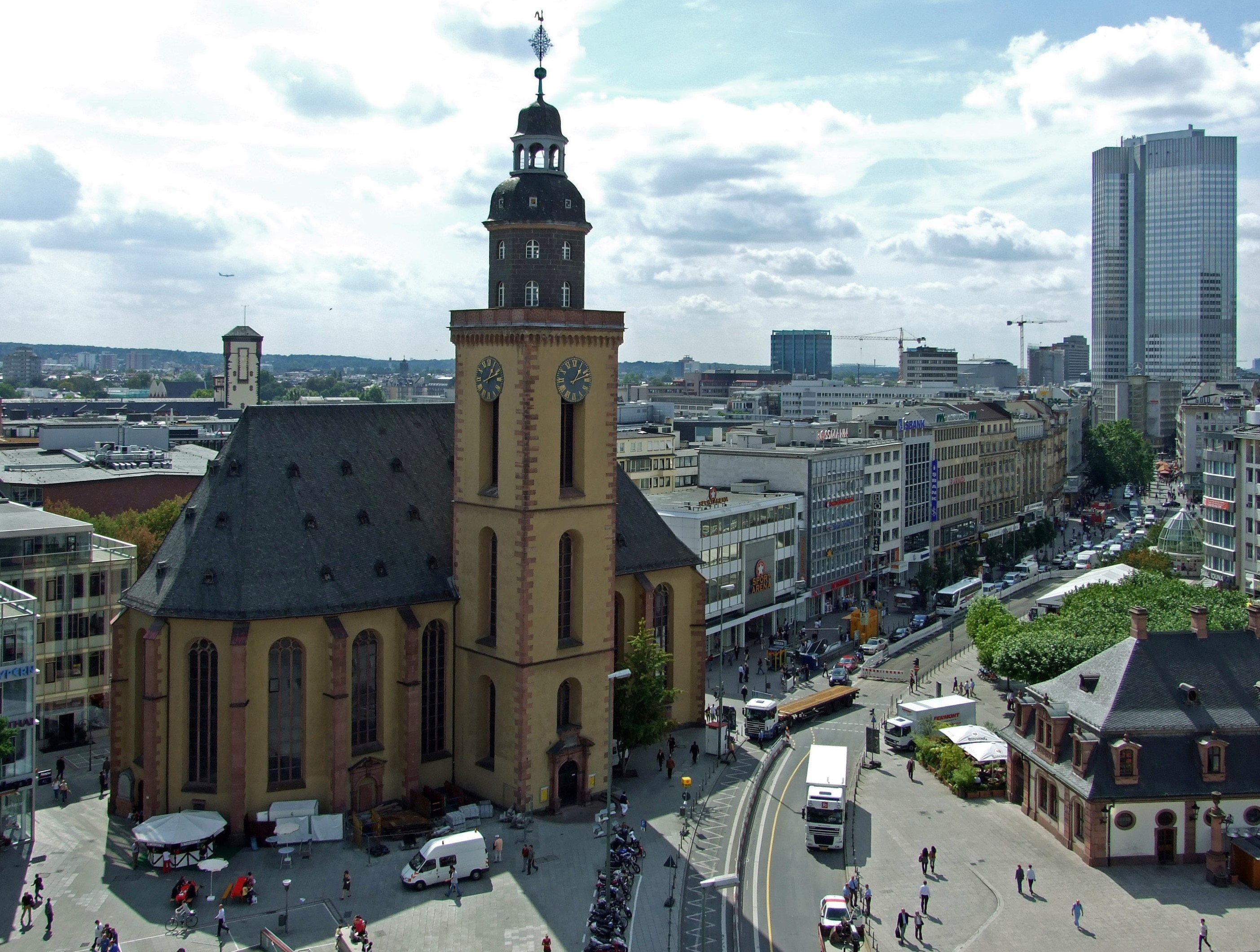
Katharinenkirche idag

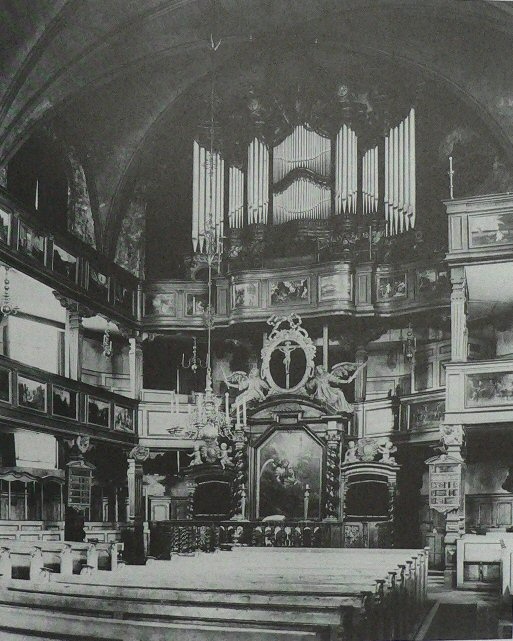
Interiören omkring 1900

Katharinenkirche (”Katarinakyrkan”) är en evangelisk barockkyrka i Frankfurt am Main, nära Hauptwache.

## Historia och arkitektur
Katharinenkirche byggdes mellan 1678 och 1681 i barock stil efter det att en tidigare kyrka på platsen rivits. Tomten den byggdes på låg precis öster om en kvarvarande del av den medeltida stadsmuren Staufenmauer. Detta ledde till att västfasaden kom att ligga precis intill muren, så arkitekten Melchior Hessler valde att istället göra kyrkans norra sida till huvudfasad och han placerade där ett 54 meter högt kvadratiskt torn, som ända till början av 1900-talet var Frankfurts näst högsta byggnadsverk. 
Till formen är Katharinenkirche en enskeppig hallkyrka, i grunden barock men med vissa drag lånade från gotiken. Trävalvet påminner exempelvis om ett sengotiskt ribbvalv. 
Kyrkan förstördes under 1944 års bombanfall och hela den rika barockinredningen brann upp, inklusive den berömda Stummorgeln från 1626, vars pipor visserligen var från 1856 men som fortfarande hade samma fasad som originalinstrumentet. 
Rekonstruktionen av kyrkan varade från 1950 till 1954 och exteriören återställdes till sitt utseende före andra världskriget. Interiören blev dock starkt förenklad.

## Musik i Katharinenkirche
Katharinenkirche har haft och har fortfarande en viktig roll i Frankfurts musikliv. Georg Philipp Telemann verkade bland annat här som kapellmästare under delar av sin tid i Frankfurt mellan 1712 och 1721. Värt att nämnas är också att Wolfgang Amadeus Mozart gav flera konserter här på Stummorgeln vid festligheterna i samband med Leopold II:s kejsarkröning 1790.
Idag är kyrkan ett centrum för Frankfurts kyrkomusik. Varje måndag och torsdag genomförs halvtimmeslånga orgelkonserter här. Sedan 2004 äger dessutom under 10 lördagar om året så kallade Bachvespern rum här, som innebär att en kantat av Johann Sebastian Bach framförs i samband med gudstjänsten, vilket var brukligt under Bachs tid vid Thomaskyrkan i Leipzig.